# Rhyncomya jordanensis
Rhyncomya jordanensis är en tvåvingeart som först beskrevs av Peris 1951.  Rhyncomya jordanensis ingår i släktet Rhyncomya och familjen Rhiniidae. Inga underarter finns listade i Catalogue of Life.